# Cala Port des Pi
La cala Port des Pi és una platja natural del municipi de Begur (Baix Empordà), situada a la dreta de la platja de sa Riera, a la que s'hi arriba pel camí de ronda. Orientada al nord-oest, té una longitud de 13,5 m i una amplada d'11,5 m, formada per sorres gruixudes. El pendent d'entrada a l'aigua és suau i les aigües acostumen a estar en calma. És una platja ombrívola, a causa de la seva orientació i als pins que la rodegen.